# گیبسون انرژی
شرکتی کانادایی در کلگری است که در صنعت نفت مشغول است و در لیست بازار بورس تورنتو قرار دارد. این شرکت در سال ۱۹۵۳ بنانهاده شد. گیبسون در سال ۲۰۰۸ به عنوان یک صنعت انرژی در صندوق سهام اختصاصی فروخته شد و در ۱۴ ژوئن ۲۰۱۱ وارد لیست بازار بورس تورنتو شد. گیبسون دارای امکاناتی در هر دو کشور کانادا و آمریکا است. این شرکت دارای یک پالایشگاه در موس جاو است که بزرگترین تامین‌کننده قیر در غرب کانادا به شمار می‌رود. 